# 富田真知子
富田真知子は、日本の学者。ニューヨーク州立大学バッファロー校リハビリテーション科学学部教授（クリニカルプロフェッサー）。

## 来歴
上智大学新聞学科を1974年に卒業後、同校にて、1976年にジャーナリズムの修士課程を修了した。1981年に、ミネソタ大学において、マス・コミュニケーション調査の修士課程を修了。１９９９年にミネソタ大学で、コミュニケーションと情報技術をテーマに博士号を取得している。
ニューヨーク州立大学バッファロー校のエイジング・テクノロジープロジェクトの部門長を務めている。また、アメリカ国立衛生研究所(NIH)やアメリカアルツハイマー病協会、カナダ保健研究機構の査読員を務める。

## 研究活動
老年学研究に力点を起き、米国立障害リハビリテーション研究所(USDE)およびアメリカ国立衛生研究所(NIH)、日本学術振興会などから研究費を受託している。（2020年５月時点において）査読済み学術誌で95件の学術論文を、複数の作業療法の書物で6件の論文を著している。２０１５年に刊行された欧州系の学術専門誌では、北米における老年学研究領域の24人の研究者の1人として取り上げられた。高齢者や看護者のクオリティ・オブ・ライフ（QOL）向上の研究に25年間貢献しており、アメリカ連邦政府、州政府、地域の財政的支援を受けている。
開発した高齢者の転倒防止ツール（ホームセイフティセルフアセスメントツール）は５つの言語を採用し、全米40州で利用されている。